# غزنرة معنقة
غزنرة معنقة (الاسم العلمي:Gesneria pedicellaris) هي نوع من النباتات تتبع جنس الغزنرة من الفصيلة الغزنرية.